# Пивоварова Анастасія Олегівна
Анастасія Олегівна Пивоварова (нар. 16 червня 1990 року в Читі, СРСР) — російська тенісистка; переможниця 17 турнірів ITF (десять - в одиночному розряді); колишня друга ракетка світу в юніорському рейтингу до 18 років.

## Загальна інформація
Анастасія в тенісі з 6 років. Улюблене покриття - ґрунт.
Тренувальний процес Пивоварова здійснює в академії Кріс Еверт і IMG під Флориді, а також в ТК ЦСКА в Москві.
У 2011 році Анастасія закінчила факультет дистанційної освіти РЕУ ім. Г. В. Плеханова.  Після цього під час пауз в ігровій кар'єрі Анастасія працювала в Управлінні справами президента РФ.  У травні 2013 року Анастасія відкрила свій тенісний клуб «APcenter» на Іллінському шосе.
У 2018 році Пивоварова надійшла до Вищої школи економіки на спільну програму зі швейцарським університетом CIES і FIFA зі спортивного менеджменту.

## Спортивна кар'єра
Росіянка провела цілком успішну юніорську кар'єру. Не добившись хоч скільки-небудь значущих успіхів на турнірах Великого шлему вона, з усім тим, змогла шляхом загальної стабільності результатів піднятися на другу сходинку рейтингу. Головні успіхи цього її періоду кар'єри припадають на 2007 рік, коли вона спочатку виграла італійська турнір категорії GA, ⁣, а потім стала Чемпіонкою Росії в одиночному і змішаному розрядах у дорослій категорії, завоювавши звання Майстра Спорту.
Доросла кар'єра Пивоварової стартувала у 2005 році, коли вона зіграла кілька турнірів ITF в Росії, на одному з них їй вдалося перемогти. До кінця року вона отримує свій перший професійний рейтинг.
У 2007 році виступу в дорослому турі починають носити більш регулярний характер: спочатку Анастасія, за протекцією свого академії, отримує спеціальне запрошення на березневі американські турніри 1-ї категорії WTA (де записує на свій рахунок першу перемогу над гравцем Top200. перегравши у відбірковому змаганні Індіан-Уеллса Карін Кнапп⁣, а потім, все більше вдосконалюю свою гру і набираючись досвіду, виграє ще три одиночних титулів на турнірах ITF. До кінця року їй вдається увійти й закріпитися в Top300 одиночній класифікації. В цьому ж році приходить перший значущий успіх в парних змаганнях: разом з Алісою Клейбановою Анастасія перемагає на 50-тисячнику в Москві.
На початку 2008 року, вдало відігравши зимову серію змагань в США Анастасія підіймається в Top200; навесні, після декількох півфіналів на грунтових турнірах, ці позиції вдається закріпити. В кінці травня Пивоварова дебютує у кваліфікації турніру Великого шлему - на Roland Garros. Перша спроба потрапити в основу подібного змагання виявляється невдалою, зате вже вдруге - в кінці серпня на US Open - її вперше вдається провести матч основного турніру змагання Великого шлему. Пізніше восени Анастасія ще двічі проходить відбір на східноазіатських турнірах WTA.
У 2009 році Пивоварова записує на свій рахунок першу перемогу над гравцем Top40, перегравши в першому колі турніру в Маямі Бетані Маттек, а потім нав'язує рівну боротьбу четвертої ракетки світу Олені Дементьєвої, взявши, в результаті, у неї сет. До кінця року, через періодичні проблеми зі здоров'ям, не вдається повністю дотримати початковий графік турнірів і захистити всі торішні результати. В результаті до кінця сезону Анастасія випадає з Top200. Через роки всі проблеми вдається вирішити, росіянка поступово приходить назад до своїх кращих результатів, повертається в другу сотню рейтингу. В кінці травня вдається вдруге в кар'єрі пробитися в основу турніру Великого шлему - на Roland Garros, а потім і виграти свої перші матчі на подібному рівні, перегравши спочатку Йоану Ралуку Олару, а потім 10-ю ракетку світу Чжен Цзе. Через місяць вдається вперше зіграти в основі і Вімблдону, однак вирішальні матчі вийшли вельми своєрідними: у фіналі відбору Пивоварова не взяла ні гейму у Елені Даніліду, але коли прийшов час вибирати щасливого невдахи, для заповнення утворився місця в основі, організатори вибрали саме її. І в другому матчі Анастасія програла Марії Шараповій. В кінці року, після невдалої спроби пройти кваліфікацію на US Open, росіянка знову перервала виступи через травму.
Водночас періодично вдавалося показувати непогані результати в парних турнірах: в липні 2008 року разом з Корінной Дентон виграний 75-тисячник Люксембурзі, а через пару місяців після цього здобутий півфінал турніру WTA в Гуанчжоу. У 2010 році китайський успіх був повторений на аналогічних змаганнях в Палермо.
У 2011 році, після серії стабільних результатів на турнірах ITF і невеликих турнірах WTA, Анастасія входить в Top100. До кінця року розвинути успіх не вдається через періодичних проблем зі здоров'ям. Через рік на це накладається затяжна смуга невдач (в якийсь момент Пивоварова не могла перемогти 10 матчів поспіль), що відкидає її в четверту сотню рейтингу. Тривала боротьба з травмами й неважливою фізичною формою змушує Пивоварову в серпні 2012 року взяти паузи у виступах, перервану лише навесні 2014 року.

## Рейтинг на кінець року
| Рік  | Одиночний рейтинг | Парний рейтинг |
| 2016 | 166               | 625            |
| 2015 | 303               | 439            |
| 2014 | 417               | 526            |
| 2012 | 435               | 430            |
| 2011 | 123               | 259            |
| 2010 | 125               | 204            |
| 2009 | 216               | 378            |
| 2008 | 153               | 200            |
| 2007 | 236               | 409            |
| 2006 |                   | 877            |
| 2005 | 728               |                |

## Виступи на турнірах

### Фінали турнірівITFв одиночному розряді (15)

#### Перемоги (9)
| Легенда:         |
| ---------------- |
| 100.000 USD (0)  |
| 75.000 USD (0+1) |
| 50.000 USD (2+1) |
| 25.000 USD (4+4) |
| 10.000 USD (3)   |

| Титули за покриттям | Титули за місцем проведення матчів турніру |
| ------------------- | ------------------------------------------ |
| Хард (2+2)          | Зал (0)                                    |
| Ґрунт (6+4)         | Зал (0)                                    |
| Трава (1)           | Відкрите повітря (9+6)                     |
| Килим (0)           | Відкрите повітря (9+6)                     |

| №  | Дата           | Турнір                   | Покриття | Суперниця в фіналі | Рахунок           |
| 1. | 13 серпня 2005 | Москва, Росія            | Ґрунт    | Ольга Панова       | 7-6(1) 7-6(4)     |
| 2. | 6 мая 2007     | Борнмут, Велика Британія | Ґрунт    | Аманда Елліотт     | 6-1 6-0           |
| 3. | 3 червня 2007  | Москва, Росія            | Ґрунт    | Катерина Макарова  | 6-3 7-5           |
| 4. | 25 серпня 2007 | Москва, Росія            | Ґрунт    | Анна Лапущенкова   | 6-3 6-4           |
| 5. | 13 січня 2008  | Сент-Лео, США            | Хард     | Одра Коен          | 6-4 6-0           |
| 6. | 15 травня 2011 | Сен-Годенс, Франція      | Грунт    | Аранча Рус         | 7-6(4) 6-7(3) 6-2 |
| 7. | 1 червня 2014  | Тарсус, Туреччина        | Ґрунт    | Мелис Сезер        | 6-1 6-2           |
| 8. | 6 березня 2016 | Мілдьюра, Австралія      | Трава    | Барбора Стефкова   | 6-4 4-6 7-5       |
| 9. | 22 травня 2016 | Чженчжоу, Китай          | Хард     | Лу Цзінцзін        | 6-4 6-4           |

#### Поразки (6)
| №  | Дата              | Турнір              | Покриття | Суперниця в фіналі | Рахунок     |
| 1. | 12 листопада 2006 | Ісманінг, Німеччина | Килим(i) | Астрід Бессер      | 3-6 3-6     |
| 2. | 4 травня2008      | Макарска, Хорватія  | Ґрунт    | Штефані Фогт       | 2-6 3-6     |
| 3. | 17 вересня 2011   | Загреб, Хорватія    | Ґрунт    | Дія Євтимова       | 2-6 2-6     |
| 4. | 27 липня 2014     | Тампере, Фінляндія  | Ґрунт    | Марія Саккарі      | 4-6 5-7     |
| 5. | 16 квітня 2016    | Стамбул, Туреччина  | Хард     | Барбора Стефкова   | 5-7 6-2 1-6 |
| 6. | 17 липня 2016     | Стоктон, США        | Хард     | Алісон ван Ейтванк | 3-6 6-3 2-6 |

### Фінали турнірівITFв парному розряді (18)

#### Перемоги (6)
| №  | Дата            | Турнір             | Покриття | Партнерка        | Суперниці в фіналі                     | Рахунок           |
| 1. | 1 вересня 2007  | Москва, Росія      | Ґрунт    | Аліса Клейбанова | Василиса Давидова Марія Кондратьєва    | 6-4 3-6 6-2       |
| 2. | 27 липня 2008   | Петанж, Люксембург | Ґрунт    | Корінна Дентоні  | Стефані Форец Іпек Шеноглу             | 6-4 6-1           |
| 3. | 14 лютого 2010  | Лагуна-Нігел, США  | Хард     | Лаура Зігемунд   | Аманда Фінк Елізабет Люмпкін           | 6-2 6-3           |
| 4. | 24 квітня 2010  | Барі, Італія       | Ґрунт    | Ірина Бурячок    | Джулія Гатто-Монтіконе Федеріка Кверча | 6-7(3) 6-4 [10-4] |
| 5. | 2 травня 2010   | Брешіа, Італія     | Ґрунт    | Наомі Кавадей    | Ірина Курьянович Валерія Савиних       | 6-3 6-7(5) [10-8] |
| 6. | 30 вересня 2017 | Хуахін, Таїланд    | Хард     | Кім На Рі        | Наталья Костич Мітіка Одзекі           | 6-4 6-2           |

#### Поразки (12)
| №   | Дата              | Турнір                    | Покриття | Партнерка          | Суперниці в фіналі                       | Рахунок           |
| 1.  | 12 серпня 2006    | Москва, Росія             | Ґрунт    | Юлія Солоницька    | Анастасія Полторацька Арина Родіонова    | 0-6 2-6           |
| 2.  | 13 травня 2007    | Единбург, Велика Британія | Ґрунт    | Олена Куликова     | Анна Хокінс Елізабет Томас               | 6-3 0-6 4-6       |
| 3.  | 13 січня 2008     | Сент-Лео, США             | Хард     | Корінна Дентоні    | Соледад Есперон Фредеріка Пієдаде        | 2-6 7-6(2) [7-10] |
| 4.  | 6 липня 2008      | Торунь, Польща            | Ґрунт    | Міхаела Бузарнеску | Ольга Брозда Магдалена Кищинська         | 6-4 4-6 [2-10]    |
| 5.  | 10 травня 2009    | Загреб, Хорватія          | Ґрунт    | Ксенія Мілевська   | Петра Мартич Айла Томлянович             | 3-6 7-6(4) [5-10] |
| 6.  | 15 травня 2011    | Сен-Годенс, Франція       | Ґрунт    | Ольга Савчук       | Каролін Гарсія Орелі Веді                | 3-6 3-6           |
| 7.  | 5 серпня 2012     | Бад-Заульгау, Німеччина   | Ґрунт    | Лора Торп          | Росіо де ла Торре-Санчес Ніколь Роттманн | 5-7 1-6           |
| 8.  | 25 серпня 2012    | Прага, Чехія              | Ґрунт    | Арина Родіонова    | Джесика Малечкова Тереза Смиткова        | 1-6 4-6           |
| 9.  | 1 червня 2014     | Тарсус, Туреччина         | Ґрунт    | Меліс Сезер        | Аніта Гусарич Кімберли Ціммерманн        | 4-6 2-6           |
| 10. | 27 липня 2014     | Тампере, Фінляндія        | Ґрунт    | Емма Лайне         | Александра Нанкерроу Марія Саккарі       | 2-6 3-6           |
| 11. | 24 серпня 2014    | Санкт-Петербург, Росія    | Ґрунт    | Натела Дзаламідзе  | Віталія Дьяченко Ілона Кремень           | 1-6 3-6           |
| 12. | 23 листопада 2014 | Асунсьйон, Парагвай       | Ґрунт    | Патрича Марія Ціг  | Софія Луїні Гваделупа Перес Рохас        | 3-6 3-6           |